# Глава (литература)
Глава — в литературном произведении важная единица композиционного членения, обозначающая раздел текста, являющаяся как бы главной повествовательной цезурой и обозначающая обычно временной перерыв в течение событий или, при многоплановости сюжета, — переход от одной сюжетной линии к другой.

## Структура
Большое значение для композиции и ритма целого имеет структура главы, особенно — характер её конца и начала, а также течение Spannung (напряжения), например, усиление или разрежение его к концу главы. Так, для «романа ужасов», романов приключений характерно, что автор в конце главы оставляет героев в безвыходном положении, а читателя — в неведении об их судьбе, переходя в следующей главе к иной сюжетной линии — и тем повышая напряжение.
Также стилистически показательно членение частей романа или поэмы на равное и круглое число глав приблизительно одинаковой величины, указывающее на стремление к строгости архитектоники, к симметрии частей. Такая структура характерна для реалистического бытоописательного и воспитательного романа.
Напротив, сентименталисты (Лоренс Стерн и др.), в качестве одного из приёмов иронического разрушения формы прибегают иногда к пародии деления на главы («Тристрам Шенди»).
Наконец, стилистическое значение имеет заглавие главы, которое эволюционирует от подробного перечня содержания к одному цифровому обозначению; особенно показательны в этом развитии пародические (Стерн, отчасти Диккенс) и иронические (Гофман) заглавия XVIII и XIX веков.